# Бескот Стедіум
Бескот Стедіум — футбольний стадіон у районі Бескот, Уолсолл, Вест-Мідлендс, Англія, домашня арена футбольного клубу Волсолл і жіночої Астон Вілли. Стадіон побудований у 1989–1990 роках компанією GMI Construction, вартість будівництва склала 4,5 мільйона фунтів стерлінгів.
Бескот Стедіум замінив попередній стадіон клубу, Феллоуз Парк, який знаходився за чверть милі від нього і був домом для клубу протягом 94 років.